# بيت ابويحى (الرجم)

تعديل مصدري - تعديل

بيت ابويحى هي إحدى قرى عزلة غالب ربيعي بمديرية الرجم التابعة لمحافظة المحويت، بلغ تعداد سكانها 208 نسمة حسب تعداد اليمن لعام 2004.